# The Supreme Temptation
The Supreme Temptation è un film muto del 1916 diretto da Harry Davenport.

## Trama
A Parigi, Herbert Dubois, uno studente di medicina, dopo una notte di follie, la mattina scopre di essersi sposato con Annette, una sartina. Quando viene a sapere che suo padre, ormai rovinato finanziariamente, si è suicidato, il giovane parte per l'America lasciando la moglie in Francia. Negli Stati Uniti, Herbert deve prendersi cura della madre vedova. Presto gli arriva la notizia che Annette è morta: il giovane continua i suoi studi, diventando medico legale. Nel frattempo, si innamora di Florence Lockwood, che sposa poco dopo. Ma Annette è ancora viva: sofferente di crisi di catalessi, è stata scambiata per morta. Ora, partita per gli Stati Uniti, è alla ricerca del marito. In preda a un'altra crisi, la donna viene portata come morta all'obitorio dove il medico di turno dovrebbe farle l'autopsia. Il medico, ovviamente, è proprio Herbert che, rendendosi conto che Annette è ancora viva, si trova davanti al dilemma di farle o non farle l'autopsia, cosa che potrebbe risolvere tutti i suoi problemi e lasciarlo libero. Annette rinviene, ma per poco, morendo quasi subito.

## Produzione
Il film fu prodotto dalla Vitagraph Company of America.

## Distribuzione
Distribuito dalla V-L-S-E, il film uscì nelle sale cinematografiche statunitensi il 27 marzo 1916.